# 梦幻仙境
《梦幻仙境》是一款于1984年由T&E Soft公司制作和发行的动作角色扮演游戏。本游戏最初于1984年在NEC PC-6001和NEC PC-8801家用电脑上发行，之后移植至MSX、MSX2以及NEC PC-9801等平台。1986年3月18日以“梦幻仙境特别版”为题在FC游戏机发行。

## 剧情
在一个仙境的国度，三个魔宝石被供奉在宫中以维持和平的国度。有一天，一个邪恶的人闯入王宫，偷走了三个魔法宝石中的一个。如果没有第三个宝石，剩下的两个珠宝失去了他们的魔法光芒。由神奇的咒语封锁着的Boralis，这个王国中最恶毒的魔鬼力量，被打破。在之后的混乱中，最后两个珠宝被盗。Boralis给安妮公主施上了特殊的魔力，将她转变成三个仙女，藏在王国的某个地方。然后他在整个土地上释放怪物，并成为王国的统治者。
最后，年轻的骑士吉姆出来，他要采取行动以恢复和平的国度。他全服武装，勇敢地开始了与怪物的战斗。